# Јагодинска пивара
Јагодинска пивара (АД Јагодина) налази се у Јагодини, у Поморавском округу. Спада у ред првих фабрика српске индустрије. Њен први власник и оснивач 1852. године, био је трговац Филип Станковић, близак сарадник кнеза Милоша.

## Историја
Педесетих година 19. века дошло је до продора индустријске производње у Јагодини. Прве индустријске гране у Србији биле су везане за аграрно-сировинску базу, прехрамбену и пиварску индустрију. Јагодинска пивара је основана и отпочела производњу, исте 1852. године, када је престала са радом Стаклара. Главни разлози за настанак пиваре су изразито аграрне карактеристике подручја. Основних сировина за производњу пива - јечма је било је довољно у непосредној околини. Међу важним условима за подизање пиваре била је и бунарска вода одличног квалитета. Осим тога, могло је лако и брзо да се инвестира у ову производњу. Хмељ и неке друге сировине, којих није било у земљи, могле су да се набављају из увоза.
Први правни власник и оснивач фабрике је био Филип Станковић, трговац из Смедерева, близак сарадник кнеза Милоша. Основана је e 21. децембра 1852. године. Средином шездесетих година 19. века, фабрику је откупио Јован Николић Косовљанин, сточарски трговац пореклом са Косова. Вандерер се помиње као први стручњак за израду пива и њега је Косовљанин после откупљивања фабрике, највероватније задржао на раду, као неопходног стручњака. Од стручњака за кување пива још се помиње мајстор Немац Штајнигер. Остали, неквалификовани радници били су из Јагодине и околине. Фабрика је подигнута у непосредној близини вароши на цариградском друму и имала је 10 до 15 радника. Састојала се од неколико приземних зграда, а неке од њих биле су полуотворене.
У почетку, због неразвијеног саобраћаја, пиво није могло да се превози у друга места, па је и производња била ограничена. Квалитет пива је оцењиван као добар. Технолошки процес производње пива ове ручне пиваре, ни за време Јовановог наследника Михајла дуго се није мењао све до краја 19. и почетком 20. века, остао је врло примитиван. Пиво се кувало у отвореном казану мале запремине на ватри која се ложила дрвима а мешала дрвеним лопатама. Даљи технолошки процес ишао је овим редом: кувано пиво спуштано је у подрум за превирање - квасни подрум, који се налази испод главне зграде фабрике. После врења преношено је у подруме за одлежавање на Ђурђевом брду, где би остајало до потребног „сазревања“. Подруми су били испод земље поред пута Јагодина - Ћуприја. Пиво је држано у великим дрвеним бачвама, обложеним ледом, ради одржавања ниске температуре. После потребног времена за „лежање“, технологија производње пива сматрала се завршеном. Пиво је претакано у флаше од 0.7 литара и у бурад запремине 25, 50 и 100 литара и тако транспортовано у Јагодину и друге градове. Транспорт пива се обављао воловским или коњским запрегама, јер других саобраћајних средстава није било, чак и извесно време после изградње железнице, за краће релације, дуго се задржао овакав начин транспорта.
По смрти Јована Косовљанина 1882, пиваром је управљао Михајло Косовљанин са братом Светозаром, а од 1891. године, после смрти брата, Михајло је остао као једини власник пиваре. Он је унапредио и модернизовао производњу. Унапређењу је допринео и пролазак железнице кроз Јагодину 1884. године, чиме је омогућен увоз машина и извоз пића. Фабрика је тада носила назив „Пивара Михаила Ј. Косовљанина“ и била је први српски извозник пива у Бугарску, Грчку, Турску, па и Египат. Процес рада је додатно унапређен набавком парне машине, 1891. године. Захваљујући овој модернизацији, Јагодинска пивара на крају 19. века је постала трећа пивара у Србији производећи око 10.000 хектолитара пива годишње.
Производиле су се три врсте пива: бело „моравац“ које је имало највећу потрошњу; црно „косово“ са знатно мањом потрошњом, као и „салватор“ за знатним процентом алкохола и ограниченом потрошњом.
Фабрика је два пута рушена: 1912. године у Првом балканском рату и 1915. године у Првом светском рату. Обновљена је 1921. године, уз учешће чешког капитала. Уочи Првог светског рата пивара је из индивидуалног власништва прешла у руке домаћих и страних акционара који су проширили њене производне капацитете и довели искусне стручњаке из иностранства. Пред Други светски рат производња је достигла близу 40.000 хектолитара пива, 170 тона квасца и 1.042 тона слада.
Децембра 1946. године, фабрика је национализована и са 220 радника производила је 2.375 хектолитара пива. Године 1961. и 1962. израђен је програм за реконструкцију, модернизацију и подизање нових капацитета за производњу милион хектолитара пива, 2.000 тона квасца и 10.000 тона слада. 1974. године пуштен је у рад погон за производњу безалкохолних пића. Нови капацитети омогућили су да се са 960 радника произведе 670.000 хектолитара пива, 1.500 тоне квасца и 3.600 тоне слада.

## Симбол јагодинске пиваре
Чувени јагодински чича није измишљени лик. Он је заиста постојао. Ради се о легендарном Милосаву Митровићу (1892—1961), званом Лоса, који је рођен и живео у селу Драгово. Као борац из рата од 1914. до 1918. године био је тешко рањен, због чега су му ампутиране обе ноге. Иако инвалид, није одустајао, пузио је и бавио се пољопривредом. Касније је носио протезе и радио с њима. Сматрао је губитак ногу својом наградом и говорио да је то одликовање за борбу, боље него споменик да су му подигли.
Често је обитавао у Јагодини, до које је путовао чезама и коњима. Пиво је обично пио чувеној „Шареној кафани“. Тако је упознао неке раднике пиваре, који су радили у комерцијали. Он им се допао, па су га фотографисали. Када је налепница са његовим ликом осванула на флаши, силно се обрадовао и веровао да ће на тај начин живети вечно. Према хроничару из Драгова, Мирославу Ж. Симићу, који познаје занимљивости из живота чувеног јагодинског чиче, деда Лоса је имао право да бесплатно пије пиво у било којој кафани или ресторану, где се точило и продавало јагодинско Био је омиљена личност тог рековачког села.
Данас његови потомци живе у Београду, у Борској улици, на челу са праунуком Николом Марјановићем, чувају успомену на Лосу, као једног од најистакнутијих чланова породице Митровић.
Јагодински чича, присутан на боцама Јагодинске пиваре, је заштићен у међународној институцији за заштиту интелектуалне својине у Женеви.

## Занимљивости
Отварање осталих предузећа у Јагодини
- 1893. Ливница Јевреме Поповића - сада „Минел“.
- 1901. Кланица Петра Клефиша - сада „Јухор“.
- 1912. Циглана.
- 1925. Аутоматски млин „Морава“ - сада „Житомлин“.
- 1910. Фабрика туљака и шешира „Рота“ - сада „Ресава“.

Фабрике које се нису одржале:
- Фабрика конзерви „Јагода“.
- Фабрика глицерина.
- Јагодинска прометна банка